# Laurids Hemmingsen
Laurids Hemmingsen (død 1660) var husmand fra Sjolte på Sjælland. Han kæmpede sammen med Svend Povlsen, Gøngehøvdingen.
Efter et overfald på svenskerne i Snesere præstegård blev han set på Sjolte gade ifærd med at uddele "oprørske breve" (kongens løbesedler med opfordring til modstand), beretter et tingsvidne, og true med skydevåben. Laurids Hemmingsen blev senere stukket til svenskerne af bl.a. provsten Albert Schrøder fra Snesere. Han blev dømt til døden af nogle "ugudelige domsmænd" og stejlet på Turebygård i maj 1660. Provsten og andre havde også bevidnet at Laurids Hemmingsen havde været med Svend Povlsen i Snesere præstegård hvor to svenske kvartermestre blev ombragt. På disses vidnesbyrd blev han dømt og stejlet.
Laurids Hemmingsen har dannet forlæg for Carit Etlars Ib, Svends tro følgesvend, Dronningens vagtmester.